# Тамаш Фараго
Тамаш Фараго (угор. Faragó Tamás; нар. 5 серпня 1952, Будапешт, Угорщина) — угорський вотерполіст, переможець Літніх Олімпійських ігор 1976 у складі збірної Угорщини.

## Біографія
Тамаш Фараго народився 5 серпня 1952 року в Будапешті, Угорщина. В період 1970-1980-х років брав участь у всіх головних міжнародних змаганнях у складі збірної Угорщини. Власник повного комплекту олімпійських нагород — золото Монреалю 1976, срібло Мюнхену 1972 та бронзу Москви 1980. Чемпіон світу 1973 року та дворазовий чемпіон Європи.
Починав свою кар'єру в клубі «Вашаш» Будапешт, проте у 80-х роках грав за німецькі клуби.
Після закінчення спортивної кар'єри працював тренером водного поло юніорської збірної Угорщини та Національної жіночої збірної Угорщини. 1993 року його було включено до Зали слави світового плавання. 2005 року його було обрано тренером року в Угорщині.